# Peñamil
Peñamil (llamada oficialmente Santiago de Penamil) es una parroquia y una aldea española del municipio de Navia de Suarna, en la provincia de Lugo, Galicia.

## Otras denominaciones
La parroquia también es conocida por el nombre de Santiago de Peñamil.

## Organización territorial
La parroquia está formada por dos entidades de población:

### Entidades de población
Entidades de población que forman parte de la parroquia:
- Peñamil (Penamil)

### Despoblado
Despoblado que forma parte de la parroquia:
- Arroxiña (A Arroxiña)

## Demografía
Gráfica demográfica de la aldea y parroquia de Peñamil según el INE español:
| Gráfica de evolución demográfica de Peñamil entre 2000 y 2020 |
|                                                               |
| Datos según el nomenclátor publicado por el INE.              |